# Mariakapel (Merselo, Schaapskuil)

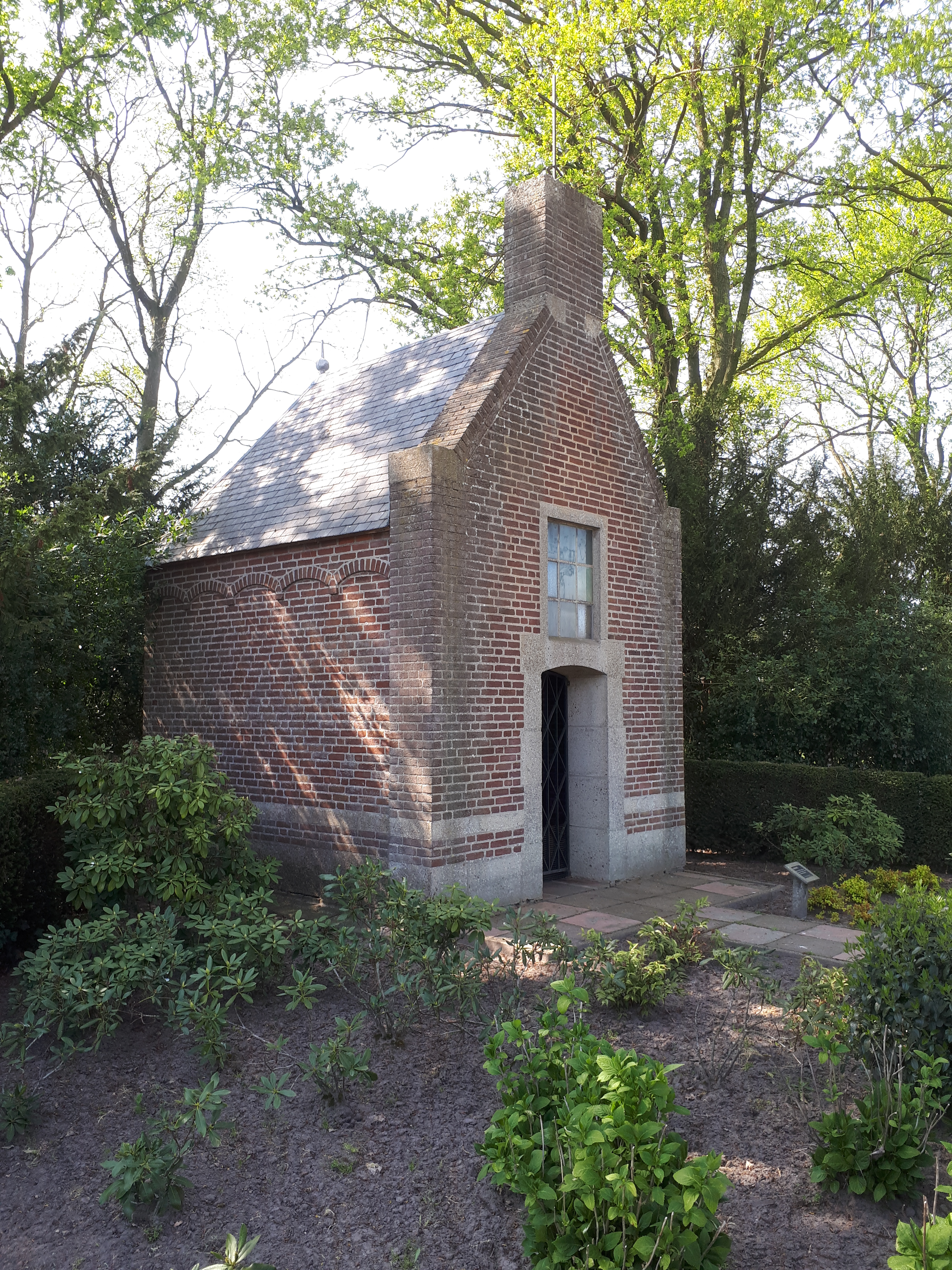
De Mariakapel

De Mariakapel is een kapel in Merselo in de Nederlands Noord-Limburgse gemeente Venray. De kapel staat aan de zuidkant van het dorp op de hoek van de straten Schaapskuil en Haag. Op ongeveer 600 meter naar het zuidwesten staat aan de straat Haag de Mariakapel, een gevelkapel.
De kapel is gewijd aan Maria.

## Geschiedenis
In 1954 werd de kapel door inwoners uit het dorp gebouwd uit dank voor het behouden blijven van het dorp tijdens de Tweede Wereldoorlog.

## Bouwwerk
De bakstenen kapel heeft een tweezijdige koorsluiting en wordt gedekt door een zadeldak met leien. De hele kapel staat op een basement van hardsteen met erboven nog een speklaag van hardsteen. In de zijgevels is een segmentboogfries aangebracht en op de hoeken van de frontgevel zijn steunberen geplaatst. De frontgevel steekt boven het dak uit en is een tuitgevel met schouderstukken met op de zes hoekpunten van de gevel een hardsteen. Bovenop de frontgevel staat een ijzeren kruis. In de frontgevel bevindt zich de segmentboogvormige toegang die wordt afgesloten met een hek met boven de toegang een rechthoekig venster. De omlijsting van de toegang het het venster is uitgevoerd in hardsteen.
Van binnen zijn de wanden uitgevoerd in baksteen en zijn er zitbanken geplaatst. In de hoek van de twee wanden van het koor is een hardstenen altaar geplaatst rustende op twee zuilen. Op het altaar staat een hoge sokkel waarin aan de voorzijde een kruis gegraveerd is. Op de sokkel staat het polychrome Mariabeeld dat Maria toont met op haar rechterarm het kindje Jezus.